# Jean-Lou Vanderborght
Jean-Lou Vanderborght (eigentlich Jean-Paul Vanderborght, * 7. April 1933; † 20. Februar 2022) war ein belgischer Jazzpianist.
Vanderborght war ab den späten 1950er-Jahren in der Brüsseler Jazzszene aktiv; erste Plattenaufnahmen entstanden 1960 mit Bill Coleman. Er leitete in den folgenden Jahren seine eigenen Bands wie Jean Lou and His Honky Tonk, John Lou and His Friends und The Dixie-Stompers, in Stilrichtungen von Dixieland bis hin zu Mainstream Jazz und Swing. John Lou and His Friends mit  Gene „Mighty Flea“ Conners legten 1978 die Single „Brussels Boogie Woogie“ / „Belgium Blues“ vor. Im Bereich des Jazz war er laut Tom Lord zwischen 1960 und 1983 an sechs Aufnahmesessions beteiligt. Im Laufe seiner Karriere spielte er auch mit Albert Nicholas, Buddy Tate, Dany Doriz, sowie belgischen Musikern wie Willy Donni, Richard Rousselet, Alex Scorier, Rudy Frankel, Christian Kellens, Johnny Dover, Nick Kletchkovsky, Paul Dubois, José Bedeur, André Knaepen und Albert Wastiaux. 2013 veröffentlichte er (auf Französisch) ein Memoirenbuch mit dem Titel „Le Jazz et moi“.

## Diskographische Hinweise
- Jean Lou and His Honky Tonk (Hebra Records, 1971)
- Jean-Lou & His Friends Swinging Evergreens (Jazz Club, 1978)
- Joanna Gershwin Melodies (DICD, 1983, mit Mighty Flea Conners, Dany Doriz, Jean-Luc Van Lommel, Albert Wastiaux u. a.)